# Ensedisio II di Collalto
Ensedisio II di Collalto (prima del 1191 – dopo il 1244) è stato un nobile italiano.

## Biografia
Ensedisio II nacque dal conte Schinella I di Collalto, che aveva già avuto Rambaldo VI di Collalto. I due fratelli ricevettero la conferma del feudo paterno nel 1191, quando l'imperatore Enrico VI li nominò conti di Treviso. Anche in seguito Ensedisio viene spesso ricordato in relazione a questa città, e nei documenti appare almeno fino al 1244.

## Discendenza
Sposò Odorica o Costanza Odorica, figlia di Azzo VIII d'Este, marchese di Ferrara, da cui ebbe:
- Schinella III di Collalto;[1]
- Rambaldo VII di Collalto;[1][4]
- Mainardo I di Collalto[1] o Mainardo II di Collalto;[4]
- Matilda di Collalto, che sposò Gabriele da Camino.[1]